# Claire Voisin
Claire Voisin (Saint-Leu-la-Forêt, 4 de marzo de 1962) es una matemática francesa conocida por su trabajo en geometría algebraica.

## Trayectoria
Destaca su trabajo en geometría algebraica, concretamente en lo relacionado con variaciones de estructuras de Hodge, habiendo escrito varios libros en teoría de Hodge, y en simetría especular. En 2002, Voisin probó que la generalización de la conjetura de Hodge para variedades de Kähler compactas es falsa. La conjetura de Hodge es uno de los siete problemas del milenio seleccionados en el año 2000 por el Instituto Clay de Matemáticas, que premiará la resolución de cada uno de ellos con un millón de dólares. 
Voisin ganó el Premio de la Sociedad Europea de Matemáticas en 1992, y el Servant Prize otorgado por la Academia de Ciencias en 1996. Recibió el Premio de Sophie Germain en 2003 y el Premio de Investigación Clay en 2008 por su refutación de la conjetura de Kodaira sobre deformaciones de variedades de Kähler compactas. En 2007, Voisin fue premiada con el Premio Satter de Matemáticas por su trabajo en la conjetura de Kodaira y por resolver el caso general de la conjetura de Green sobre los syzygies de la inmersión canónica de una curva algebraica. El caso genérico de la conjetura de Green ha recibido una atención considerable por los geómetras algebraicos durante dos décadas antes a su resolución por Voisin (la conjetura completa para curvas arbitrarias está todavía parcialmente abierta).

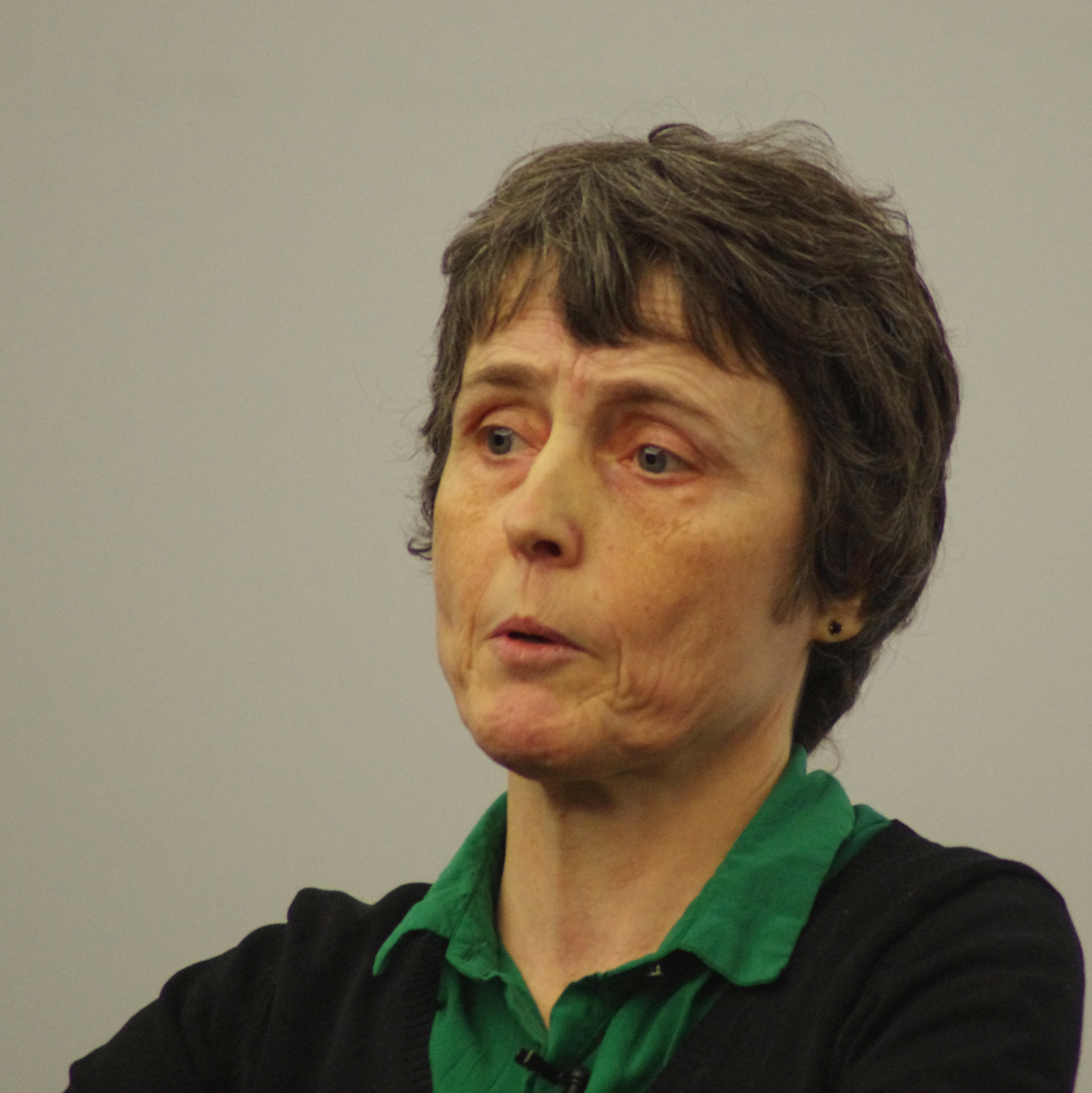
Voisin en la Universidad Queen Mary en 2014

Fue ponente invitada en el Congreso Internacional de Matemáticos (Zúrich) en 1994 en la sección 'Geometría Algebraica', y en 2010 fue conferenciante plenaria en el Congreso Internacional de Matemáticos, en Hyderabad, India. En 2014, Voisin fue elegida por la Academia Europaea. En mayo de 2016 fue elegida como extranjera asociada de la Academia Nacional de Ciencias. También en 2016, se convirtió en la primera mujer matemática en formar parte del Collège de France y la primera titular de la cátedra de Geometría Algebraica. Recibió la medalla de oro del Centro Nacional para la Investigación Científica (CNRS) en septiembre de 2016, el premio más alto de investigación científica en Francia. En 2017, recibió el Premio Shaw en Ciencias Matemáticas.
En 2023 fue galardonada con el Premio Fundación BBVA Fronteras del Conocimiento, en la categoría de Ciencias Básicas.

## Vida personal
Está casada con el matemático Jean-Michel Coron. Tienen cinco niños.

## Publicaciones seleccionadas
- Hodge Theory and complex algebraic geometry. 2 vols., Cambridge University Press (Cambridge Studies in Advanced Mathematics), 2002, 2003, vol. 1, ISBN 0-521-71801-5.[13]
- Mirror Symmetry. AMS 1999, ISBN 0-8218-1947-X.
- Variations of Hodge Structure on Calabi Yau Threefolds. Edizioni Scuola Normale Superiore, 2007.
- con Mark Green, J. Murre (eds.) Algebraic Cycles and Hodge Theory, Lecture Notes in Mathematics 1594, Springer Verlag 1994 (CIME Lectures), contiene el artículo de Voisin: Transcendental methods in the study of algebraic cycles.